# Хоцивле
Хоцивле (пол. Chociwle) — село в Польщі, у гміні Боболиці Кошалінського повіту Західнопоморського воєводства.
Населення — 189 осіб (2011).

## Демографія
Демографічна структура станом на 31 березня 2011 року:
|          | Загалом | Допрацездатний вік | Працездатний вік | Постпрацездатний вік |
| -------- | ------- | ------------------ | ---------------- | -------------------- |
| Чоловіки | 102     | 16                 | 74               | 12                   |
| Жінки    | 87      | 15                 | 55               | 17                   |
| Разом    | 189     | 31                 | 129              | 29                   |